# SYML
SYML, pseudonimo di Brian Fennell (Issaquah, 18 gennaio 1983), è un cantante statunitense.
Già membro della band indie Barcelona, ha pubblicato il suo omonimo album di debutto il 3 maggio 2019 attraverso Nettwerk Records.

## Biografia
Brian Fennell è nato il 18 gennaio 1983 a Issaquah, Washington. Dopo aver vissuto in diversi posti a Seattle e dintorni, è tornato a vivere nella sua città natale, dove scrive e produce da un home studio.
Fennell ha iniziato a suonare il piano in giovane età e ha scritto la sua prima canzone quando aveva 18 anni come meccanismo di coping dopo la morte di un compagno di scuola. Dopo il liceo, ha frequentato la Whitworth University dove si è laureato in educazione musicale focalizzandosi sulle percussioni.
Fennell attualmente si esibisce nell'ambito del progetto solista SYML. Significa "semplice" in gallese ed è tratto dalla sua eredità personale. È stato adottato da bambino e più tardi nella vita ha scoperto che i suoi genitori biologici sono gallesi. La sua esperienza alle prese con la sua adozione e la sua eredità sono influenze nel suo modo di scrivere canzoni.
Dopo che la sua canzone Where's My Love è stata utilizzata nel popolare programma televisivo drammatico Teen Wolf, la canzone è rimasta in classifica per 20 settimane nella classifica Billboard Hot Rock Songs. Nel 2018, la canzone ha ricevuto la certificazione Gold in Canada e Belgio, e si è classificata al primo posto nelle classifiche CBC Top 20 del Canada due volte. Where's My Love è stato anche presentato in modo prominente nel trailer ufficiale del film del 2018 Adrift. Nel 2020, la canzone è apparsa nel film Chemical Hearts. Nel 2019, la cover preferita dai fan di SYML del classico Mr. Sandman è stata inclusa nel cortometraggio TIM (The Invisible Me) dello scrittore/regista John Grammatico.
Una sua feature è presente nella canzone Paris, Texas della cantautrice Lana Del Rey, dall'album Did You Know That There's A Tunnel Under Ocean Blvd.
Ha pubblicato nel febbraio 2023 il suo secondo album da solista The Day My Father Died che consta di 15 tracce tra le quali anche featuring con il gruppo musicale Lucius, Guy Garvey, Sara Watkins e Charlotte Lawrence. Nell'aprile 2025 pubblica Nobody Lives Here, un album che è la naturale prosecuzione ed evoluzione del precedente The Day My Father Died.

## Discografia

### Album in Studio
- SYML (2019)
- The Day My Father Died (2023)
- Nobody Lives Here (2025)

### Album dal vivo
- Sacred Spaces (2021)

### EP
- Hurt for Me (2016)[6]
- Where's My Love (2017)[1]
- Hurt for Me (Piano & Strings) (2017)[1]
- In My Body (2018)[7]
- You Knew It Was Me (2020)[8]
- DIM (2021)[9]

### Singoli
- Mr. Sandman (2017)[10]
- Where's My Love (2017)[11] (#35 Alternative Airplay)[12]
- Wildfire (Instrumentals) (2018)[13]
- Clean Eyes (2018) (#29 Alternative Songs)[12]
- The Bird (2019)
- Symmetry (2019)
- Take Me Apart (2019)
- Flags (2020)